# Круглоозёрский сельский совет (Голопристанский район)
Круглоозёрский сельский совет (укр. Круглоозерська сільська рада) — входит в состав
Голопристаньского района
Херсонской области
Украины.
Административный центр сельского совета находится в 
с. Круглоозёрка
.

## Населённые пункты совета
- с. Круглоозёрка
- с. Приморское